# Carlo Porto
Carlyle Oliveira Porto, (Gobernador Valadares, 5 de septiembre de 1981) conocido por el nombre artístico de Carlo Porto, es un actor y modelo brasileño que se destacó por interpretar lo personaje "Gustavo Lários"  en la novela "Carinha de Anjo".

## Biografía
A los quince años Carlos se mudó con la familia para Salvador y a los 23 se fue a vivir a São Paulo, donde vive actualmente. Él también ya actuó como plantilla y estampou varias revistas de moda y campañas publicitarias.
En la Televisión, ya hizo participaciones especiales en la novela "Caras y Bocas" (2009) y en la serie "La Vida Ajena" (2010). Vivió lo personaje Vitorio Emanuele en la novela "Passione", en 2010, Nikko en "Salve Jorge", que fue al aire en 2013, y Dr. Eduardo Tavares en "Alto Astral". En 2016 Carlo Porto, gana papel de protagonista en "Carinha de Anjo", novela del SBT. En la trama, vive el personaje Gustavo Larios un hombre traumatizado con el fatal accidente de Tereza, (Lucero) su gran amor, entonces decide mantener a su hija en un internado y bajo los cuidados de la prima Estefania (Priscila Sol).
En el año 2018, participó en la serie Onde Nascem os Fortes  interpretando al personaje Cecílio, affair de Rosinete, vivida por Débora Bloch. En el mismo año de apalancamiento su carrera internacional con la novela debut en el alma portuguesa Alma e Coração que desempeña Luís Carvalhais.

## Filmografía

### Televisión
| Año       | Título                                | Personaje                   |
| --------- | ------------------------------------- | --------------------------- |
| 2008      | Casos e Acasos                        | Eliseu                      |
| 2009      | Acuarela del amor                     | Leo                         |
| 2010      | A Vida Alheia                         | Tadeu Bertini               |
| 2010      | Passione                              | Vitorio Emanuele            |
| 2010      | Dalva e Herivelto: uma Canção de Amor | Antoninho                   |
| 2011      | Lara com Z                            | Alexandre Viana             |
| 2011      | Insensato Corazón                     | Miguel                      |
| 2012-2013 | La guerrera                           | Nikko                       |
| 2014-2015 | Alto Astral                           | Dr. Eduardo Tavares         |
| 2016-2018 | Carita de Angel                       | Gustavo Lários              |
| 2018      | Donde Nacen Los Fuertes               | Cecílio                     |
| 2018      | Alma e Coração                        | Luís                        |
| 2021      | Génesis                               | Adán                        |
| 2022      | Reyes                                 | Saúl                        |
| 2024      | La Reina De Persia                    | Jerjes,Rey de Pérsia/Asuero |

## Teatro
| Año  | Título           |
| ---- | ---------------- |
| 2018 | A Noviça Rebelde |
| 2019 | A Última Ceia    |

## Programas
| Año  | Programas       | Notas    |
| ---- | --------------- | -------- |
| 2016 | Máquina da Fama | Él mismo |
| 2018 | Bake OFF SBT    | Él mismo |

## Premios
| Año  | Premio                       | Categoría   | Novela          | Resultado |
| ---- | ---------------------------- | ----------- | --------------- | --------- |
| 2017 | Troféu Internet              | Melhor Ator | Carinha de Anjo | Nominado  |
| 2018 | Troféu Internet              | Melhor Ator | Carinha de Anjo | Nominado  |
| 2018 | Prêmio Jovem Brasileiro 2018 | Melhor Ator | Carinha de Anjo | Nominado  |